# Prophets of Rage
Prophets of Rage war eine US-amerikanische Rap-Rock-Band aus Los Angeles, die aus Mitgliedern der Bands Rage Against the Machine, Public Enemy und Cypress Hill bestand und gelegentlich als Supergroup bezeichnet wird. Die im Jahre 2016 gegründete Band veröffentlichte ein Studioalbum und eine EP.

## Geschichte

### Gründung und Hintergrund
Im März 2016 kontaktierten die ehemaligen Rage-Against-the-Machine-Musiker Tom Morello (Gitarre), Tim Commerford (Bass) und Brad Wilk (Schlagzeug) den Public-Enemy-Rapper Chuck D, um ein neues musikalisches Projekt zu starten. Bei der Diskussion fiel der Name des Cypress-Hill-Rappers B-Real, der sich ebenso wie der Public-Enemy-DJ DJ Lord den Musikern anschloss. Der Rage-Against-the-Machine-Sänger Zack de la Rocha gehört nicht der neuen Band an. Laut Morello, Commerford und Wilk wurde de la Rocha nicht gefragt, ob er mitmachen wolle. Allerdings fügten sie hinzu, dass de la Rocha mit dem neuen Projekt seiner Bandkollegen einverstanden ist.
Die beiden Rapbands spielten eine große Rolle in der Geschichte von Rage Against the Machine, die ihr erstes Konzert im Vorprogramm von Public Enemy spielten und 1994 gemeinsam mit Cypress Hill auf Amerikatournee gingen. Der Bandname stammt von einem Public-Enemy-Lied von dem Album It Takes a Nation of Millions to Hold Us Back. Hinter dem Projekt steht laut Tom Morello die Idee, dass in der von ihm als „kritisch“ bezeichneten gegenwärtigen Zeit die Musik der Stammbands „dreimal so laut gehört werden sollte wie sonst“. Morello bezieht sich dabei auf Themen wie die wachsende Armut, Polizeigewalt sowie die Präsidentschaftskandidatur des umstrittenen Geschäftsmanns Donald Trump.

### The Party’s Over
Ihr erstes Konzert spielten Prophets of Rage am 31. Mai 2016 im Whisky a Go Go in West Hollywood. Am 19. Juli 2016 veröffentlichte die Band die Single The Party’s Over. Am Tag zuvor spielten Prophets of Rage ein Konzert bei der Demonstration End Poverty Now: March For Economic Justice (engl.: Jetzt die Armut beenden: Marsch für ökonomische Gerechtigkeit) in Cleveland. Die Band marschierte mit den anderen Teilnehmern zum Cleveland Public Square, rund eine halbe Meile von der Quicken Loans Arena entfernt. Dort begann gleichzeitig der Nominierungsparteitag der Republikanischen Partei, bei der Donald Trump zum Kandidaten gewählt wurde.
Die ebenfalls The Party’s Over benannte EP erschien dann am 19. August 2016. Neben den Liedern Prophets of Rage und The Party’s Over enthält die EP live aufgenommene Coverversionen der Lieder Killing in the Name (Rage Against the Machine), Shut ’em Down (Public Enemy) sowie No Sleep ’til Cleveland, eine Interpretation des Liedes No Sleep ’til Brooklyn der Beastie Boys. Produziert wurde die EP von Brendan O’Brien. Gleichzeitig begann eine Tournee durch Nordamerika. Bei den Loudwire Music Awards 2016 wurden die Prophets of Rage in der Kategorie Best New Artist nominiert, der Preis ging allerdings an die Band Shallow Side.

### Prophets of Rage
Im Sommer 2017 spielte die Band bei den europäischen Festivals Rock am Ring, Rock im Park, Nova Rock, Hellfest, Copenhell und dem Bråvalla Festival. Das britische Magazin Metal Hammer zeichnete die Prophets of Rage bei den Metal Hammer Golden Gods Awards mit dem Preis in der Kategorie Spirit of Hammer aus. Das Debütalbum Prophets of Rage erschien am 14. September 2017 und erreichte Platz drei der Schweizer, Platz sechs der britischen und Platz 14 der deutschen Albumcharts. Drei Tage vorher spielte die Band das Lied Living on the 110 in der NBC-Sendung The Tonight Show starring Jimmy Fallon. Am 12. November 2017 trat die Band bei den MTV Europe Music Awards 2017 in London als Laudatoren für die Kategorie Bester Hip-Hop-Act auf und verliehen den Preis an Eminem.
Anfang 2018 nahm die Band an der Warped Tour in Japan teil. Eine für den Sommer 2018 geplante US-Tournee mit Avenged Sevenfold und Three Days Grace musste abgesagt werden, nachdem der Sänger von Avenged Sevenfold M. Shadows Probleme mit seinen Stimmbändern hatte. Bei den Metal Hammer Awards 2018 wurde Prophets of Rage in der Kategorie Bestes Debütalbum nominiert. Der Preis ging jedoch an die Band Phil Campbell and the Bastard Sons. Ein Jahr später veröffentlichte die Band mit The Ballot or the Bullet, Heart Afire und Pop Goes the Weapon drei neue Singles und kündigten eine andere musikalische Ausrichtung für ihr zweites Studioalbum an. Im November 2019 verkündete die Band Rage Against the Machine ihre Wiedervereinigung, die laut Chuck D und B-Real das Ende der Prophets of Rage bedeutet.

## Diskografie

### Studioalben
| Jahr | Titel Musiklabel                 | Höchstplatzierung, Gesamtwochen, AuszeichnungChartplatzierungen (Jahr, Titel, Musiklabel, Platzierungen, Wochen, Auszeichnungen, Anmerkungen) | Höchstplatzierung, Gesamtwochen, AuszeichnungChartplatzierungen (Jahr, Titel, Musiklabel, Platzierungen, Wochen, Auszeichnungen, Anmerkungen) | Höchstplatzierung, Gesamtwochen, AuszeichnungChartplatzierungen (Jahr, Titel, Musiklabel, Platzierungen, Wochen, Auszeichnungen, Anmerkungen) | Höchstplatzierung, Gesamtwochen, AuszeichnungChartplatzierungen (Jahr, Titel, Musiklabel, Platzierungen, Wochen, Auszeichnungen, Anmerkungen) | Höchstplatzierung, Gesamtwochen, AuszeichnungChartplatzierungen (Jahr, Titel, Musiklabel, Platzierungen, Wochen, Auszeichnungen, Anmerkungen) | Anmerkungen                              |
| Jahr | Titel Musiklabel                 | DE | AT | CH | UK | US | Anmerkungen                              |
| ---- | -------------------------------- | --- | --- | --- | --- | --- | ---------------------------------------- |
| 2017 | Prophets of Rage Fantasy Records | DE14 (3 Wo.)DE | AT12 (3 Wo.)AT | CH3 (7 Wo.)CH | UK6 (2 Wo.)UK | US16 (1 Wo.)US | Erstveröffentlichung: 15. September 2017 |

### EPs
| Jahr | Titel Musiklabel             | Höchstplatzierung, Gesamtwochen, AuszeichnungChartplatzierungen (Jahr, Titel, Musiklabel, Platzierungen, Wochen, Auszeichnungen, Anmerkungen) | Höchstplatzierung, Gesamtwochen, AuszeichnungChartplatzierungen (Jahr, Titel, Musiklabel, Platzierungen, Wochen, Auszeichnungen, Anmerkungen) | Anmerkungen                           |
| Jahr | Titel Musiklabel             | CH | US | Anmerkungen                           |
| ---- | ---------------------------- | --- | --- | ------------------------------------- |
| 2016 | The Party’s Over Eigenverlag | CH39 (1 Wo.)CH | US84 (1 Wo.)US | Erstveröffentlichung: 19. August 2016 |

### Singles
- 2016: Prophets of Rage
- 2017: Unfuck the World
- 2017: Living on the 110
- 2017: Radical Eyes
- 2018: Heart Afire
- 2019: Made with Hate
- 2019: Pop Goes the Weapon

### Musikvideos
- 2017: Unfuck the World
- 2017: Living on the 110
- 2017: Radical Eyes
- 2017: Hail to the Chief
- 2017: Hands Up
- 2018: Legalize Me
- 2018: Who Owns Who
- 2018: The Ballot or the Bullet
- 2019: Pop Goes the Weapon

## Auszeichnungen
Loudwire Music Awards
| Jahr | Kategorie       | für              | Resultat  |
| ---- | --------------- | ---------------- | --------- |
| 2016 | Best New Artist | Prophets of Rage | Nominiert |

Metal Hammer Awards
| Jahr | Kategorie         | für              | Resultat  |
| ---- | ----------------- | ---------------- | --------- |
| 2018 | Bestes Debütalbum | Prophets of Rage | Nominiert |

Metal Hammer Golden Gods Awards
| Jahr | Kategorie        | für              | Resultat |
| ---- | ---------------- | ---------------- | -------- |
| 2017 | Spirit of Hammer | Prophets of Rage | Gewonnen |